# Lepisorus mikawanus
Lepisorus mikawanus är en stensöteväxtart som beskrevs av Kurata. Lepisorus mikawanus ingår i släktet Lepisorus och familjen Polypodiaceae. Inga underarter finns listade.